# Elitserien i handboll för damer 1995/1996
Elitserien i handboll för damer 1995/1996 spelades som grundserie och vanns av Sävsjö HK, och som fortsättningsserie, vilken också den vanns av Sävsjö HK. Sävsjö HK vann även svenska mästerskapet, efter slutspel. Inför säsongen utökades höstserien från 10 till 12 lag.

## Sluttabell[1]

### Grundserien
| Nr | Lag                   | Matcher | Vinst | Oavgjort | Förlust | +/-     | Poäng |
| -- | --------------------- | ------- | ----- | -------- | ------- | ------- | ----- |
| 1  | Sävsjö HK             | 16      | 14    | 1        | 1       | 417-304 | 29    |
| 2  | IK Sävehof            | 16      | 10    | 3        | 3       | 386-320 | 23    |
| 3  | Spårvägens HF         | 16      | 10    | 2        | 4       | 362-299 | 22    |
| 4  | Irsta HF              | 16      | 9     | 2        | 5       | 409-367 | 20    |
| 5  | Skånela IF            | 16      | 9     | 2        | 5       | 321-288 | 20    |
| 6  | HP Warta              | 16      | 9     | 1        | 6       | 336-228 | 19    |
| 7  | Skuru IK              | 16      | 9     | 0        | 7       | 338-317 | 18    |
| 8  | Stockholmspolisens IF | 16      | 6     | 3        | 7       | 339-337 | 15    |
| 9  | Skara HF              | 16      | 7     | 1        | 8       | 308-333 | 15    |
| 10 | Eslövs IK             | 16      | 3     | 0        | 13      | 340-413 | 6     |
| 11 | Borlänge HK           | 16      | 2     | 1        | 13      | 256-372 | 5     |
| 12 | Tyresö HF             | 16      | 0     | 0        | 16      | 282-416 | 0     |

### Fortsättningsserien
| Nr | Lag                   | Matcher | Vinst | Oavgjort | Förlust | +/-     | Poäng |
| -- | --------------------- | ------- | ----- | -------- | ------- | ------- | ----- |
| 1  | Sävsjö HK             | 30      | 27    | 2        | 1       | 794-600 | 56    |
| 2  | IK Sävehof            | 30      | 20    | 3        | 7       | 731-624 | 43    |
| 3  | Irsta HF              | 30      | 18    | 2        | 10      | 788-699 | 38    |
| 4  | Spårvägens HF         | 30      | 16    | 2        | 12      | 651-592 | 34    |
| 5  | HP Warta              | 30      | 14    | 4        | 12      | 614-624 | 32    |
| 6  | Skånela IF            | 30      | 14    | 3        | 13      | 599-582 | 31    |
| 7  | Skuru IK              | 30      | 14    | 0        | 16      | 617-628 | 28    |
| 8  | Stockholmspolisens IF | 30      | 6     | 4        | 20      | 612-709 | 16    |

## Slutspel om svenska mästerskapet

### Kvartsfinaler: bäst av tre
- ?? 1996: Spårvägens HF-Skånela IF 21-17, 20-19 (Spårvägens HF vidare med 2-0 i matcher)
- ?? 1996: HP Warta-Irsta HF 27-18, 22-21 (HP Warta vidare med 2-0 i matcher)

### Semifinaler: bäst av tre
- ?? 1996: IK Sävehof-HP Warta 25-20, 20-19 efter förlängning (IK Sävehof vidare med 2-0 i matcher)
- ?? 1996: Sävsjö HK-Spårvägens HF 29-13, 16-17, 27-15 (Sävsjö HK vidare med 2-1 i matcher)

### Finaler: bäst av fem
- ?? 1996: Sävsjö HK-IK Sävehof 21-15, 16-21, 30-20, 22-15 (Sävsjö HK svenska mästarinnor efter 3-1 i matcher)

## Skytteligan
- Daiva Zinkeviciene, IK Sävehof - 30 matcher, 225 mål[2]

### Fotnoter
1. ↑   Handbollboken 1996/97. 1996. sid. 260
2. ↑  ”Skyttedrottningar 1984–2012”. Svenska Handbollsförbundet. 2011 – 2012. Arkiverad från originalet den 21 april 2013. https://web.archive.org/web/20130421230635/http://www.svenskhandboll.se/ImageVaultFiles/id_2945/cf_31/Elit_Damer_Skyttedrottningar.PDF. Läst 29 juni 2014.